# روبرت فيليب
روبرت فيليب (بالفرنسية: Robert Philippe)‏ (8 يناير 1937 سرغومين فرنسا - 13 يوليو 2016) هو لاعب كرة قدم فرنسي سابق كان يلعب كحارس مرمى.

## روابط خارجية
- روبرت فيليب على موقع قاعدة بيانات كرة القدم.إي يو (الإنجليزية)
- روبرت فيليب على موقع عالم كرة القدم.نت (الإنجليزية)